# ラマーズ法
ラマーズ法（ラマーズほう、英語：Lamaze Technique）は、フェルナン・ラマーズ（Fernand Lamaze）が1951年ごろに一応の体系化した無痛分娩法。
古くはロシアのシベリア等の開拓地で、近隣に病院や助産施設がない地域で、出産を無事に行なう為に、夫をはじめ家族や友人の助力を得て出産するために伝承された助産・出産方法。この技術がヨーロッパを経由して、アメリカ大陸の主に開拓地での出産方法として受け継がれ、日本にはアメリカのウーマン・リブ運動の活動の一環として紹介された。
現在では日本も含めた世界で採用されている。「ヒッ・ヒッ・フー」の呼吸法で知られる自然分娩法のひとつで、多く麻酔分娩と対比される。

## 日本におけるラマーズ法
病院で管理された医師主導の分娩が主流となった1960年代に日本に紹介された。助産婦のサポートで産婦が夫とともに自立的に出産に臨み「いいお産」「自然なお産」ができると考えられ、ウーマンリブ活動家や助産婦、主体的に産みたい妊婦たちからの支持を受けた。1978年に朝日新聞の連載「お産革命」で紹介され、ラマーズ法が全国的に知られるようになる。杉山次子は医師や助産婦の協力を得て、東京に「お産の学校」を開校し、ラマーズ法の理論と実践（呼吸法、弛緩法、妊婦体操など）を広めた。ラマーズ法1990年代なかばには、医師側からの理解も進み、ラマーズ法はあたりまえの存在になっていった。
- 1960年代後半、日本に紹介される[5]。
- 1971年、日本ペアレントクラフトが設立され、在日アメリカ人らを対象にアメリカ式のラマーズ法を教えるようになる[4]
- 1972年ごろから、日赤医療センターの雨森良彦はラマーズ法で出産希望の外国人夫婦らを受け入れ始める[3]。
- 1973年、ウーマンリブ活動家の山田美津子[6]は渡米し、米国のウーマンリブ運動家からラマーズ法の指導解説書 "Women's Body" を紹介され帰国後翻訳し、合同出版社より『女のからだ』として出版した。日本ペアレントクラフトで講師養成の講座を受講。女性が主体的に自分の出産にかかわるラマーズ法は、ウーマンリブの女性たちにも歓迎され、山田は準備出産クラスを開催するようになった[4]。
- 1975年ごろ、立川市の所産婦三森孔子はラマーズ法に出会い[7]、ラマーズ法による出産を三森助産院で手がけるようになる。三森はラマーズ法に独自の工夫を加え、「三森式ラマーズ法」といわれる方法をあみだしていった[4][8][9]。
- 1977年、「産婆の学校」が開校し三森も講師として参加[4][8]。
- 1978年、聖母病院で尾島信夫医師によりラマーズ式分娩が採用される[4]。
- 1978年11月25日、朝日新聞記者の藤田真一が連載「お産革命」[2]でラマーズ式無痛分娩法と三森助産院を紹介し、ラマーズ法が全国的に知られるようになる[3][4]。
- 1980年3月、杉山次子らにより「お産の学校」が開校し、多数の受講者を集めて17年にわたって続き、ラマーズ法普及に大きな役割を果たした[4]。
- 1980年代前半には、助産婦団体もラマーズ法を積極的に後押しし広めるようになり、病院での産前教育にもだんだん取り入れられるようになっていく[4][10]。
- 1980年代なかごろには、ラマーズ法への理解も進み、一般に広く受け入れられるようになる[4]。
- 1986年、林弘平ら医師によるラマーズ法研究会が立ち上げられる[11]
- 1996年、「お産の学校」が受講生の減少もあり、100期を区切りとして閉校[4]。